# Schlotfeld
Schlotfeld (niederdeutsch: Slootfeld) ist eine Gemeinde im Kreis Steinburg in Schleswig-Holstein.

## Geografie

### Geografische Lage
Schlotfeld liegt im Naturraum der Heide-Itzehoer Geest (Haupteinheit Nr. 693) sechs Kilometer nordöstlich von Itzehoe. Das Gemeindegebiet erstreckt sich (zum überwiegenden Teil) auf dem westlichen Ufer der Rantzau. Aus dem Gemeindegebiet führt der Schlotfelder Graben das Wasser zur Rantzau hin.

### Ortsteile
Die Gemeinde Schlotfeld umfasst siedlungsgeographisch mehrere Wohnplätze. Neben der zentralen Dorflage namens Dorfstraße liegen auch die Häusergruppen Amönenwarte, Mühlenweg, Möhlenholt, Ösau und Rotenmühlen im Gemeindegebiet.

### Nachbargemeinden
Unmittelbar angrenzende Gemeindegebiete von Schlotfeld sind:
|             | Hohenlockstedt (OT Hungriger Wolf)          |            |
| Ottenbüttel | Kompassrose, die auf Nachbargemeinden zeigt | Winseldorf |
| Itzehoe     | Oelixdorf                                   |            |

## Geschichte
Im Jahre 1303 wird die Gemeinde erstmals urkundlich erwähnt. Etymologisch hergeleitet, bedeutet der Name wohl Feld am Graben.
Im Jahre 1528 erhielt Graf Johann Rantzau die Rechte über das Dorf als Geschenk von König Friedrich I.
Von 1889 bis 1975 hatte Schlotfeld eine Station an der Bahnstrecke Wrist–Itzehoe.

## Politik

### Gemeindevertretung
Bei der Kommunalwahl am 14. Mai 2023 wurden insgesamt neun Sitze vergeben. Diese fielen erneut alle an die Kommunale Wählervereinigung Schlotfeld. Die Wahlbeteiligung betrug 69,8 %.

### Wappen
Blasonierung: „Von Grün und Gold im Schlangenschnitt geteilt, oben drei grüne schräggestellte Lindenblätter 2 : 1, unten zwei goldene schräggestellte Lindenblätter 1 : 1,5.“
Der Ortsname Schlotfeld leitet sich her vom niederdeutschen Slotfeld (Feld am Wassergraben, an der Wasserrinne). Die S-förmige Schildteilung bezieht sich auf die Namensdeutung. Die erste urkundliche Erwähnung des Ortes, der damals noch Slotveld geschrieben wurde, steht in Zusammenhang mit der Festlegung der Stadtgrenzen Itzehoes. Diese am 5. Oktober 1303 festgesetzten Grenzen haben sich für Schlotfeld bis zum heutigen Tage nur unwesentlich verändert. Es wird vermutet, dass die alte Dorflinde eine Art Grenzmarkierung gewesen ist. Die Lindenblätter sollen darauf hinweisen und an die alte Dorflinde erinnern, die im Jahre 1983 einem Orkan zum Opfer fiel. Die fünf Lindenblätter sollen zugleich die fünf Ortsteile der Gemeinde symbolisieren.

## Verkehr
Das Gemeindegebiet wird im Westen von der Bundesstraße 77 und entlang der südlichen Gemeindegrenze von der Bundesstraße 206 infrastrukturell erschlossen. Von letzterer zweigt im Ortsteil Kleinösau eine Ortsstraße nach Norden ab, die in den Ortskern Dorfstraße führt.

## Persönlichkeiten
- Heinrich Hornig (* 1876 in Schlotfeld-Oesau; † 1958 in Itzehoe), Schriftsteller, schrieb überwiegend auf Niederdeutsch.

## Bilder

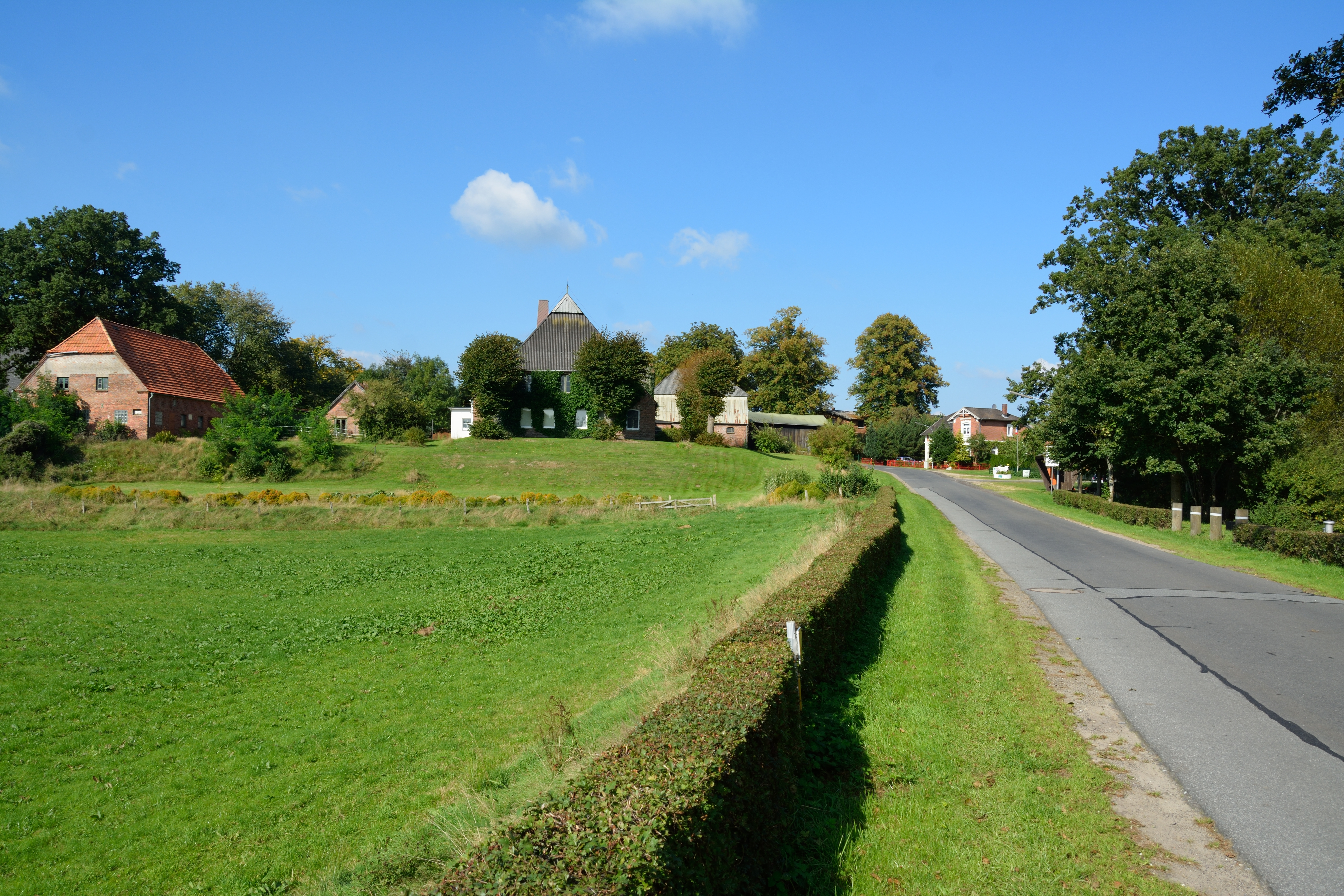
Blick in den Ortsteil Dorfstraße
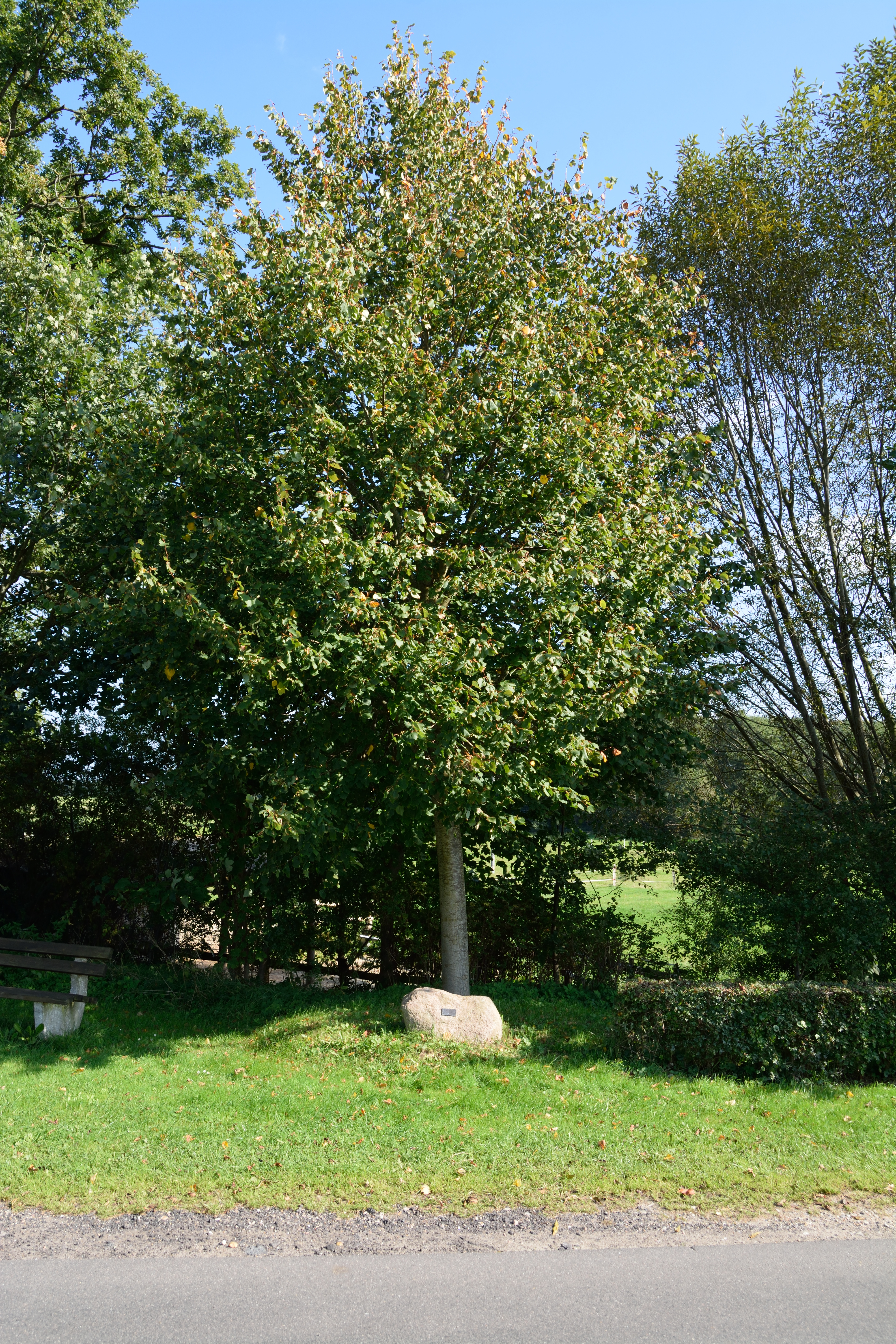
Zur 700-Jahr-Feier wurde der Gemeinde eine neue Linde geschenkt